# خوزه فریلان گونزالز
خوزه فریلان گونزالز (انگلیسی: José Froilán González؛ زادهٔ ۵ اکتبر ۱۹۲۲ در آرسیفس – درگذشتهٔ ۱۵ ژوئن ۲۰۱۳ در بوئنوس آیرس) رانندهٔ مسابقات اتومبیل‌رانی فرمول یک اهل آرژانتین بود که منحصراً بخاطر کسب اولین پیروزی برای تیم فراری در جایزه بزرگ بریتانیا ۱۹۵۱ شناخته می‌شود.